# Fx Goby
François-Xavier Goby, né le 27 septembre 1983 à Grasse, est un réalisateur et illustrateur français actif à Londres, en Angleterre.

## Biographie
Fx Goby a étudié l'animation à Supinfocom, l'un des pionniers de l'école dans l'animation 3D à Valenciennes, en France. Il est diplômé en 2006 avec un court-métrage d'animation En Tus Brazos, co-dirigé avec Édouard Jouret et Mat Landour, qui a fait la tournée des festivals du monde entier et remporte des prix, y compris un Siggraph 2007 Award of Excellence .
Après avoir vécu à Paris pendant trois ans, il déménage à Londres en Angleterre rejoindre Nexus Productions. Il forme le duo de réalisation Fx et Tapis avec un ami de l'université, Mat Landour, et réalise plusieurs spots de publicités et des vidéos de musique publicitaires comme pour Coca-Cola pour le Super Bowl américain en 2011. Le duo se sépare en 2012. Son deuxième court et premier film d'action, The Elaborate End of Robert Ebb, a remporté le prix Canal+ à Clermont-Ferrand Festival International du Court Métrage en 2012  et a ensuite été acheté par un distributeur. Il a réalisé de nombreuses publicités depuis, un court film d'action Chiante diffusée par Channel4  et un documentaire pour France 3 sur le Prince Philip : Le Mari de la Reine, l'inconnu de Buckingham  et a également publié quelques livres en tant qu'illustrateur.
En juin 2016, il sort To Build a Fire, une adaptation en animation 2d de la nouvelle de Jack London. Le film est en tournée des festivals en ce moment et a remporté de nombreux prix, dont une qualification pour l'Oscar du Grand Prix de la Meilleure Animation au Rhode Island International Film Festival 2016.

## Filmographie

### Courts-métrages
- En Tus Brazos (2006) , animation, 4 min
- The Elaborate End of Robert Ebb (La Mystérieuse Disparition de Robert Ebb) (2011), 12:30 minutes
- Pest (Chiante) (2015), 2:30 minutes
- To Build a Fire (Construire un Feu), (2016), animation, 13 minutes

### Clip musicaux
- Skies turn Gold The ramona flowers, produit par Nexus Productions
- Cassidy - Erevan Tusk, produit par Chez Eddy

### Publicités
- Royal Bank of Canada, 2008.
- film olympique pour Vancouver, 2010.
- Superbowl Coca-Cola Siege, 2011.
- Tropicana “mornings”, 2011.
- Vodafone surprise, 2012.
- Vitaminwater, 2014.
- Samsung Watch, 2014.

### Documentaires
- Le Mari de la Reine, l'inconnu de Buckingham, produite par AB production et France 3, 2016.

## Illustrations de livres
- Méduses, texte de Valentine Goby, Jérome Millon, 2003  (ISBN 978-2-84137-260-7).
- Le livre qui rend heureux, texte d'Arthur Dreyfus, Flammarion, 2011  (ISBN 978-2-0812-6633-9) (traduit en coréen).
- Le Mystère de Hawa a, texte de Valentine Goby, Éditions Albin Michel, 2013  (ISBN 978-2-226-24597-7)[8].